# Roman Smal-Stocki
Roman Smal-Stocki (ukr. Роман Смаль-Стоцький; ur. 8 stycznia 1893 w Czerniowcach zm. 27 kwietnia 1969 w Waszyngtonie) – ukraiński językoznawca, dyplomata, polityk, działacz ruchu prometejskiego.
Syn Stepana Smal-Stockiego. Studiował w Wiedniu, Lipsku i Monachium i tam uzyskał stopień doktora w roku 1915. W czasie I wojny światowej służył w 41 pułku piechoty Armii Austro-Węgier, później aktywny działacz Związku Wyzwolenia Ukrainy. Od 1917 pracował w Wyższej Szkole Służby Dyplomatycznej w Berlinie. W 1918 został docentem seminarium orientalistycznego w Berlinie. Od 1919 przedstawiciel dyplomatyczny Zachodnioukraińskiej Republiki Ludowej i Ukraińskiej Republiki Ludowej w Berlinie, w latach 1921–1923 radca poselstwa i poseł URL w Berlinie (reprezentował rząd URL na uchodźstwie).
W latach 1923–1924 profesor filologii słowiańskiej Wolnego Uniwersytetu Ukraińskiego w Pradze. W latach 1926–1939 profesor na Wydziale Slawistyki Uniwersytetu Warszawskiego, jednocześnie minister spraw zagranicznych i wicepremier rządu Ukraińskiej Republiki Ludowej na emigracji w Warszawie. W latach 1930–1939 sekretarz Ukraińskiego Instytutu Naukowego w Warszawie. W roku 1934 wydał nakładem Ukraińskiego Instytutu Naukowego tłumaczenie „Pana Tadeusza” Mickiewicza na język ukraiński opracowane przez Maksyma Rylskiego.
W latach 1939–1945 profesor Wolnego Uniwersytetu Ukraińskiego w Pradze, w czasie pobytu w Pradze co tydzień musiał meldować się na Gestapo. Wobec niemożności prowadzenia działalności politycznej skupił energię na pomocy kolegom z Uniwersytetu Warszawskiego, niezależnie od narodowości. Z pomocą czeskich, szwajcarskich i szwedzkich organizacji charytatywnych wysyłał masowo paczki żywnościowe do okupowanej Polski i do niemieckich obozów koncentracyjnych. Od maja 1945 w amerykańskiej strefie okupacyjnej Niemiec, od roku 1947 na emigracji w Stanach Zjednoczonych, był w latach 1947–1965 profesorem Marquette University w Milwaukee.
Prezes oddziału Towarzystwa Naukowego im. Tarasa Szewczenki w Stanach Zjednoczonych. Członek honorowy Polskiego Towarzystwa Naukowego na Obczyźnie (od 1961).